# Therese Sjögran
Kerstin Ingrid Therese Sjögran (født 8. april 1977) er en svensk tidligere fodboldspiller, som spillede som midtbanespiller, senest i Damallsvenskan for FC Rosengård. Hun var den første kvindelige fodboldspiller, der havde spillet 200 landskampe for Sverige og har rekorden med 214 landskampe for A-landsholdet. Hendes kælenavn er Terre. Hun spillede sin første kamp i Damallsvenskan for Kristianstad/Wä DFF. Hun skiftede til Malmö FF Dam i 2001 og forblev i klubben resten af karrieren, bortset fra 2011, hvor hun spillede med den amerikanske klub Sky Blue FC. Malmö skiftede navn flere gange, mens hun spillede med holdet, de skiftede navn til LdB FC og FC Rosengård.
Sjögran fik sin debut på Sveriges landshold i oktober 1997. Hun spillede med landsholdet ved EM i fodbold for kvinder i 2001, 2005, 2009 og 2013, og ved VM i fodbold for kvinder i 2003, 2007, 2011 og 2015. Hun var også en del af Sveriges landshold ved de olympiske lege i 2000, 2004 og 2008, men var ikke med i 2012 på grund af skade. Sjögran har to gange vundet Diamantbollen,. som er Sveriges pris for den bedste svenske fodboldspiller, i 2007 og 2010.